# Liberismus
Liberismus (z italského "liberismo" - svoboda)je termín pro ekonomickou doktrínu, která mísí ekonomický liberalismus s laissez-faire kapitalismem. Poprvé tento termín použil Benedetto Croce, ale známý se stal až díky Italsko-Americkému vědci a politikovi, Giovanni Sartorim.
Sartori dovezil termín z italštiny, aby se rozlišovalo mezi sociálním liberalismem, který se obecně považuje za politickou ideologii často obhajující rozsáhlou vládní intervenci do ekonomie a těmi liberálními teoriemi ekonomie, které se snaží prakticky vyloučit takový zásah. V neformálním užití se liberismus překrývá s jinými pojmy, jako je volný trh, neoliberalismus, klasický liberalismus, libertarianismus a nebo laissez-faire.
V Itálii se liberismus často označujuje s politickými teoriemi Gaetano Mosca a Luigi Einaudi. Celosvětově liberismus prosazovala rakouská škola ekonomické teorie, například Ludwig von Mises a Friedrich August von Hayek.